# Signochrysa catenulata
Signochrysa catenulata är en insektsart som först beskrevs av Gerstaecker 1894.  Signochrysa catenulata ingår i släktet Signochrysa och familjen guldögonsländor. Inga underarter finns listade i Catalogue of Life.